# Mylanie Barré
Mylanie Barré (Budapest, Hungría, 25 de julio de 1979) es una deportista canadiense que compitió en piragüismo en la modalidad de aguas tranquilas. Ganó una medalla de bronce en el Campeonato Mundial de Piragüismo de 2003, en la prueba de K2 1000 m. Es hija de la también piragüista Alexandra Barré.

## Palmarés internacional
| Campeonato Mundial | Campeonato Mundial           | Campeonato Mundial | Campeonato Mundial |
| Año                | Lugar                        | Medalla            | Competición        |
| ------------------ | ---------------------------- | ------------------ | ------------------ |
| 2003               | Gainesville (Estados Unidos) | Medalla de bronce  | K2 1000 m          |